# Coppa Svizzera 1933-1934
La Coppa Svizzera 1933-1934 è stata la 9ª edizione della manifestazione calcistica. È iniziata il 20 agosto 1933 e si è conclusa il 2 aprile 1934. Questa edizione della coppa vide la vittoria finale del Grasshoppers.

## Regolamento
Turni ad eliminazione diretta in gara unica. Le partite terminanti in paritá dopo i tempi supplementari venivano ripetute a campi invertiti.

### 1º turno eliminatorio
| Squadra 1              | Risultato      | Squadra 2               |
| ---------------------- | -------------- | ----------------------- |
| 20 agosto 1933         |                |                         |
| Altstetten             | 4 - 2          | Langnau                 |
| Arbon                  | 4 - 2          | Herisau                 |
| Buchs Aarau            | 2 - 1          | Thalwil                 |
| Buchs                  | 3 - 1          | Romanshorn              |
| Bülach                 | 6 - 0          | Phönix Seen             |
| Chiasso                | 1 - 2          | Mendrisio               |
| Diana Zurigo           | 5 - 1          | Brugg                   |
| Hakoah Zurigo          | 3 - 0          | Küsnacht                |
| Horgen                 | 3 - 1          | Kölliken                |
| Industrie Zurigo       | 1 - 2          | Adliswil                |
| G.C.Luganesi           | 2 - 5          | Balerna                 |
| Lenzburg               | 1 - 2          | Luzerner SC             |
| Neuhausen              | 0 - 3          | Töss                    |
| Oerlikon/Polizei       | 1 - 0          | Zofingen                |
| Rapperswil-Jona        | 2 - 8          | Baden                   |
| Red Star Zurigo        | 2 - 8          | Kickers Lucerna         |
| Rorschach              | 5 - 4          | St. Margrethen          |
| Tössfeld               | 2 - 1          | Frauenfeld              |
| Veltheim               | 1 - 2          | Sparta Sciaffusa        |
| Wädenswil              | 2 - 0          | Uster                   |
| Weinfelden             | 1 - 6          | Fortuna San Gallo       |
| Wiedikon               | 2 - 0          | Höngg                   |
| Wohlen                 | 3 - 0          | Dietikon                |
| Allschwil              | 4 - 2          | Kleinhüningen           |
| Birsfelden             | 0 - 2          | Tavannes                |
| Burgdorf               | 1 - 2          | Esperia Berna           |
| Delémont               | 3 - 2          | Breite Basilea          |
| Derendingen            | 4 - 0          | Minerva Berna           |
| Helvetia Berna         | 5 - 0          | Lerchenfeld             |
| Länggasse Berna        | 4 - 7          | Thun                    |
| Laufen                 | 0 - 0 (d.t.s.) | Black Stars Basilea     |
| Madretsch              | 0 - 3          | Olten                   |
| Moutier                | 3 - 1          | Sportfreunde            |
| Münchenstein           | 5 - 1          | Sissach                 |
| Nidau                  | 2 - 0          | Biberist                |
| Porrentruy             | 2 - 2 (d.t.s.) | Dornach                 |
| Reconvilier            | 4 - 1          | Liestal                 |
| Sport Boys Berna       | 3 - 2          | Langenthal              |
| Tramelan               | 1 - 7          | Old Boys Basilea        |
| Zähringia Berna        | 2 - 1          | Lengnau                 |
| Boudry                 | 1 - 3          | Murten                  |
| Cailly Losanna         | 0 - 4          | Sion                    |
| Concordia Basilea      | 6 - 3          | Comete                  |
| Gloria-Sports Le Locle | 3 - 2          | Le Locle-Sports         |
| Le Parc                | 1 - 0          | Sylva-Sports Le Locle   |
| Montreux-Sports        | 7 - 1          | La Tour-de-Peilz        |
| Sierre                 | 7 - 3          | Club Athletique Ginevra |
| Template:Calcio Stade  | 2 - 1          | Martigny                |
| Stade Nyonnais         | 8 - 1          | Olympia Vevey           |
| Vevey                  | 2 - 1          | Villeneuve-Sports       |
| Xamax Neuchâtel        | 1 - 4          | Fleurier                |

### 2º turno eliminatorio
| Squadra 1              | Risultato      | Squadra 2           |
| ---------------------- | -------------- | ------------------- |
| 27 agosto 1933         |                |                     |
| Central Friburgo       | 1 - 3          | Fleurier            |
| Gloria-Sports Le Locle | 5 - 2 (d.t.s.) | Jonction            |
| Le Parc                | 1 - 4          | Vevey               |
| Stade Lausanne         | 2 - 3          | Sion                |
| Montreux-Sports        | 6 - 1          | Sierre              |
| Stade Nyonnais         | 2 - 4          | Concordia Yverdon   |
| Stade Payerne          | 5 - 2          | Murten              |
| Mendrisio              | 1 - 4          | Balerna             |
| Adliswil               | 3 - 1          | Wohlen              |
| Baden                  | 0 - 1          | Wädenswil           |
| Buchs Aarau            | 1 - 0          | Alstetten           |
| Diana Zurigo           | 5 - 2          | Horgen              |
| Hakoah Zurigo          | 1 - 2          | Kickers Lucerna     |
| Oerlikon/Polizei       | 12 - 0         | Gränichen           |
| Wiedikon               | 2 - 6          | Lucerna             |
| Arbon                  | 1 - 2          | Bülach              |
| Buchs                  | 4 - 2          | Sparta Sciaffusa    |
| Fortuna San Gallo      | 3 - 3 (d.t.s.) | Töss                |
| Tössfeld               | 4 - 6          | Rorschach           |
| Allschwil              | 2 - 0          | Delémont            |
| Derendingen            | 3 - 2          | Fulgor Grenchen     |
| Helvetik Basilea       | 6 - 3          | Tavannes            |
| Münchenstein           | 1 - 0          | Moutier             |
| Nidau                  | 1 - 3          | Viktoria Berna      |
| Olten                  | 2 - 0          | Esperia Berna       |
| Porrentruy             | 3 - 4          | Black Stars Basilea |
| Reconvilier            | 1 - 5          | Old Boys Basilea    |
| Sport Boys Berna       | 2 - 1          | Helvetia Berna      |
| Thun                   | 5 - 0          | Zähringia Berna     |

### Trentaduesimi di finale
| Squadra 1              | Risultato     | Squadra 2           |
| ---------------------- | ------------- | ------------------- |
| 1 ottobre 1933         |               |                     |
| Basilea                | 8 - 0         | Soletta             |
| Bienne-Boujean         | 0 - 1         | Viktoria Berna      |
| Derendingen            | 3 - 4         | Cantonal Neuchâtel  |
| Étoile Carouge         | 1 - 0         | Concordia Yverdon   |
| Fleurier               | 3 - 2         | Concordia Basilea   |
| Gloria-Sports Le Locle | 0 - 7         | Berna               |
| La Chaux-de-Fonds      | 3 - 2         | Grenchen            |
| Losanna                | 5 - 1         | Étoile-Sporting     |
| Montreux-Sports        | 5 - 1         | Dopolavoro Ginevra  |
| Olten                  | 4 - 1         | Racing Losanna      |
| Servette               | 7 - 1         | Thun                |
| Stade Payerne          | 1 - 10        | Bienne              |
| Urania Ginevra         | 5 - 2         | Sion                |
| Vevey                  | 1 - 2         | Friburgo            |
| Young Boys             | 1 - 2         | Nordstern           |
| Aarau                  | 7 - 1         | Bülach              |
| Blue Stars Zurigo      | 4 - 2         | Balerna             |
| Buchs Aarau            | 5 - 3         | Buchs               |
| Diana Zurigo           | 3 - 1         | Münchenstein        |
| Grasshoppers           | 8 - 0         | Oerlikon/Polizei    |
| Juventus San Gallo     | 1 - 2         | Kickers Lucerna     |
| Kreuzlingen            | 1 - 2         | Brühl               |
| Locarno                | 7 - 1         | Allschwil           |
| Lucerna                | 7 - 2         | Adliswil            |
| Lucerna-Sport          | 1 - 2         | Old Boys Basilea    |
| Lugano                 | 6 - 0         | Töss                |
| Rorschach              | 1 - 4         | Wädenswil           |
| Seebach                | 8 - 0         | Helvetik Basilea    |
| Winterthur             | 3 - 2         | Black Stars Basilea |
| Young Fellows          | 3 - 1         | San Gallo           |
| Zurigo                 | 0 - 1(d.t.s.) | Bellinzona          |
| 8 ottobre 1933         |               |                     |
| Monthey                | 5 - 0         | Sport-Boys Berna    |

### Sedicesimi di finale
| Squadra 1         | Risultato      | Squadra 2          |
| ----------------- | -------------- | ------------------ |
| 5 novembre 1933   |                |                    |
| Bellinzona        | 2 - 3          | Lucerna            |
| Berna             | 2 - 0          | Étoile Carouge     |
| Bienne            | 8 - 3          | Cantonal Neuchâtel |
| Blue Stars Zurigo | 6 - 5 (d.t.s.) | Seebach            |
| Locarno           | 6 - 0          | Buchs              |
| Losanna           | 1 - 3          | Basilea            |
| Lugano            | 0 - 1          | Grasshoppers       |
| Kickers Lucerna   | 1 - 4          | Winterthur         |
| Monthey           | 1 - 0          | Viktoria           |
| Montreux-Sports   | 2 - 1          | La Chaux-de-Fonds  |
| Nordstern         | 5 - 0          | Friburgo           |
| Old Boys Basilea  | 0 - 1          | Brühl              |
| Wädenswil         | 5 - 1          | Diana              |
| Young Fellows     | 4 - 3          | Aarau              |
| Fleurier          | 1 - 1          | Olten              |

### Ottavi di finale
| Squadra 1        | Risultato | Squadra 2         |
| ---------------- | --------- | ----------------- |
| 10 dicembre 1933 |           |                   |
| Basilea          | 3 - 1     | Nordstern         |
| Berna            | 1 - 3     | Bienne            |
| Locarno          | 2 - 0     | Winterthur        |
| Lucerna          | 1 - 4     | Grasshoppers      |
| Montreux-Sports  | 4 - 0     | Monthey           |
| Servette         | 8 - 1     | Olten             |
| Young Fellows    | 4 - 0     | Blue Stars Zurigo |
| Brühl            | 8 - 1     | Wädenswil         |

### Quarti di finale
| Squadra 1       | Risultato      | Squadra 2     |
| --------------- | -------------- | ------------- |
| 5 febbraio 1934 |                |               |
| Basilea         | 3 - 4 (d.t.s.) | Locarno       |
| Grasshoppers    | 6 - 1          | Young Fellows |
| Montreux-Sports | 4 - 2          | Brühl         |
| Servette        | 4 - 0          | Bienne        |

### Semifinali
| Squadra 1       | Risultato | Squadra 2 |
| --------------- | --------- | --------- |
| 5 marzo 1934    |           |           |
| Grasshoppers    | 5 - 2     | Locarno   |
| Montreux-Sports | 1 - 5     | Servette  |

### Finale
La finale si è disputata a Berna.
| Arbitro: | Wüthrich (Berna) |

|                                                                                 |            |                                                                                   |
| Schott 43’ Marad aut. 54’                                                       | Marcatori  |                                                                                   |
| Huber Minelli Weiler II Defago Hengel Vernati Schott Sobotka Rohr Trello Faugel | Formazioni | Séchehaye Marad Rappan Lörtscher Loichot Oswald Aeby Tax Kielholz Guinchard Laube |
| Izidor Kürschner                                                                | Allenatori | Karl Rappan                                                                       |